# قمري (طائر)

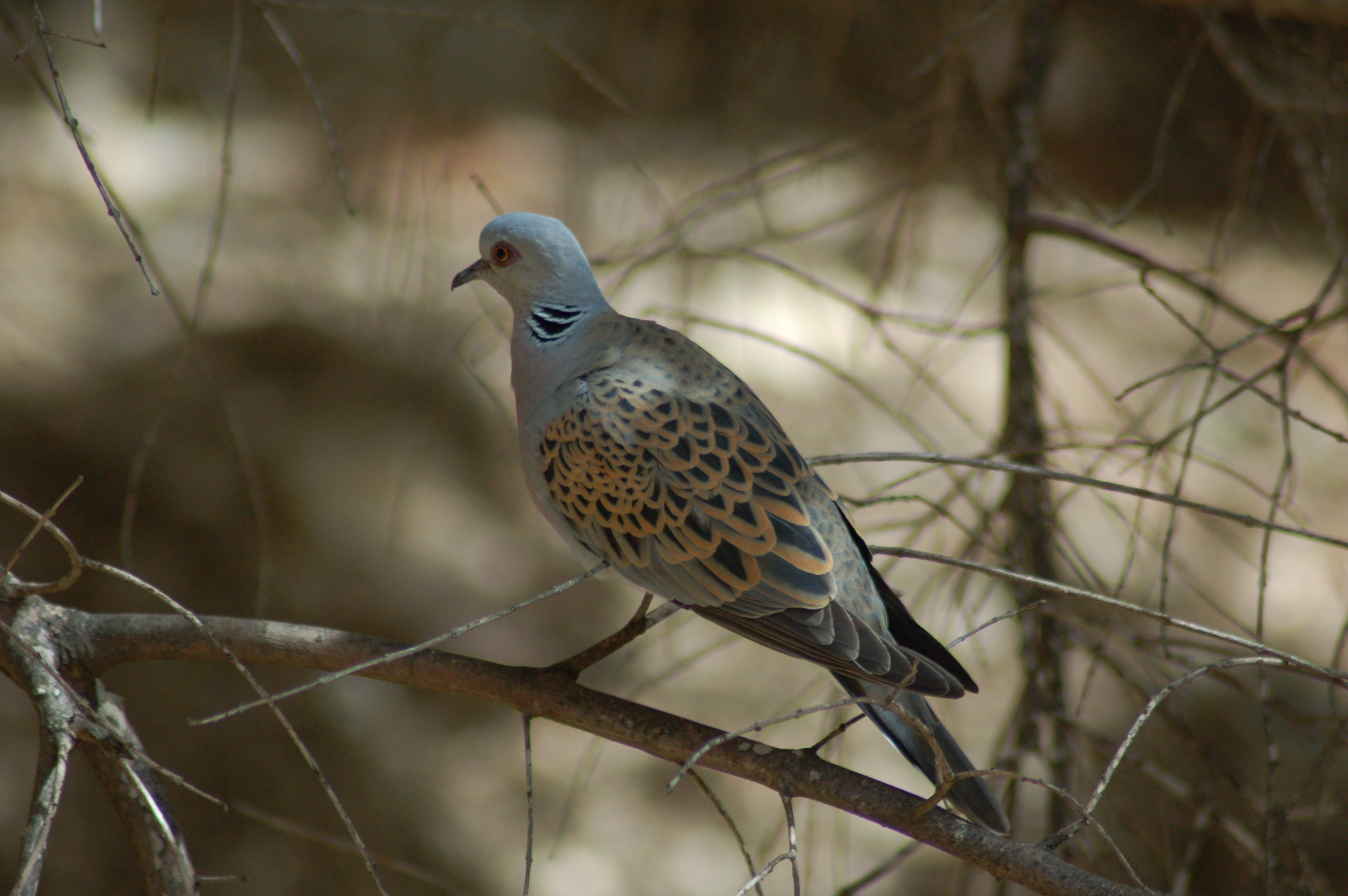

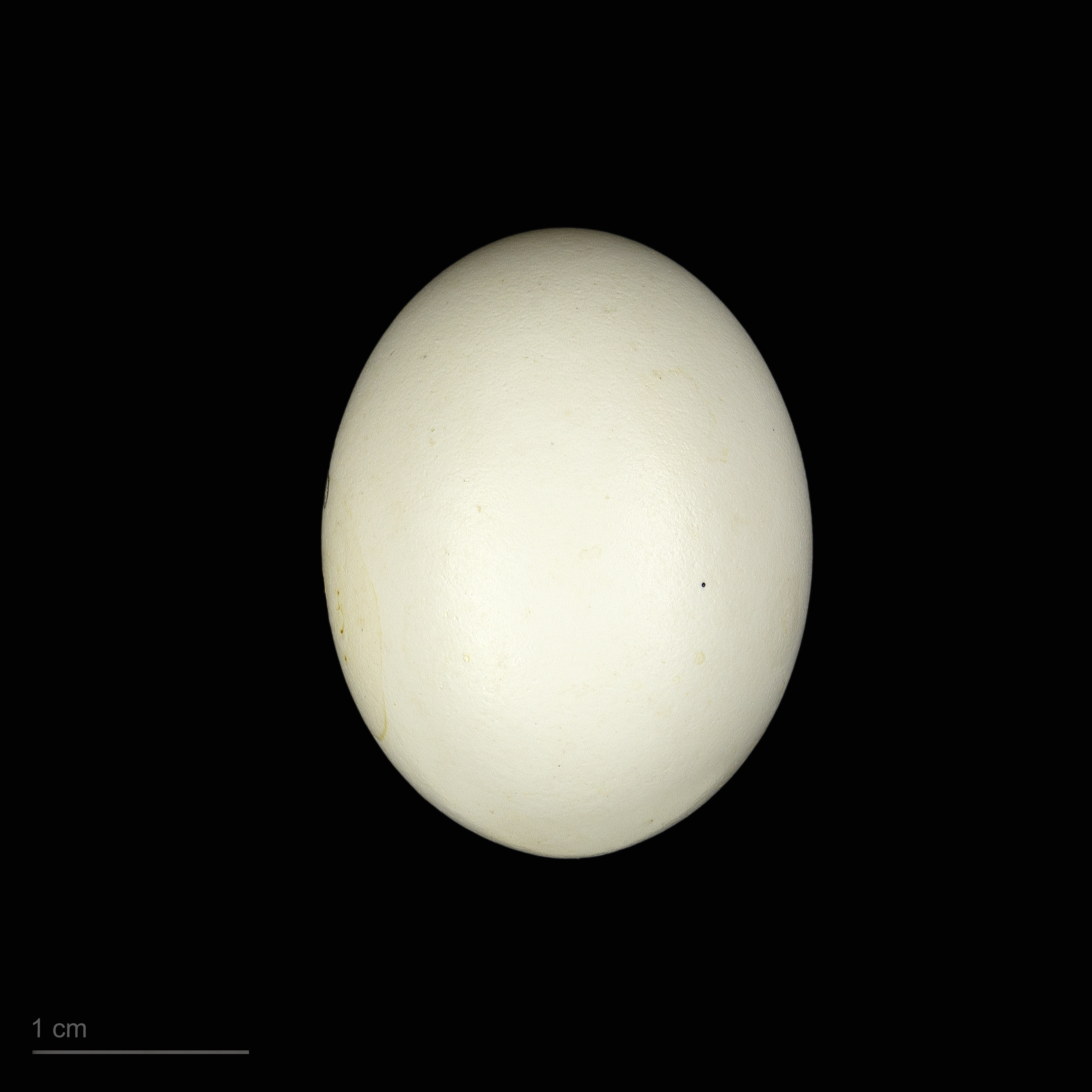
Streptopelia turtur arenicola

القُمري الواحدة القُمرية، أو الصُلْصُل الواحدة الصُلْصُلَة، هي الحمامة الشائعة في المناطق المشجرة من أوروبا وهو طائر ذو لون بني ورمادي مع بقعة مائله بيضاء وسوداء على كل من جانبي العنق، يمكن سماع نداء هذا النوع والذي يُسمَّى سجَعًا، صافيًا في الربيع من الشجيرات وأعالي الأشجار، وغالبًا في المناطق المجاورة للماء.
وفي الخريف وقبل المغادرة نحو الجنوب تتجمع هذه الحمامات في مجموعات صغيرة في الحقول.
ينتشر هذا النوع عبر أوروبا وجزء كبير من غرب آسيا وشمال إفريقيا.

## التصنيف
وُصِف القُمري رسمياً من قبل عالم الطبيعة السويدي كارولوس لينيوس في 1758 في الطبعة العاشرة من كتابه «نظام الطبيعة». وضعه مع جميع الحمام الآخر في جنس كولومبا وصاغ التسمية الثنائية Columba turtur.
specific epithet turtur هي الكلمة اللاتينية للقمري. أعطى لينيوس هذه الطيور «الهند» منطقة محلية تعيش فيها. لكن كان هذا خطأ وحددت المنطقة المحلية بأنها إنجلترا. وضع هذا النوع الآن في جنس Streptopelia الذي قدمه عام 1855 عالم الطيور الفرنسي شارل لوسيان بونابرت.
له أربع نويعات:
- turtur (لينيوس، 1758) - أوروبا وماديرا وجزر الكناري. إلى سيبيريا الغربية.
- arenicola (هارترت 1894) شمال غرب إفريقيا إلى إيران وغرب الصين.
- hoggara (ليو فون شويبنبرج، 1916) - جبال آير والهقار. (الصحراء الجنوبية).
- rufescens (كريستيان لودفيغ بريم، 1845) - مصر وشمال السودان.

## الوصف
أصغر وأخف في البنية من العديد من الحمائم الأخرى، ويبلغ طوله 26-28 سم (10-11 بوصة)، ويبلغ طول جناجيه 47-53 سم (19-21 بوصة) ويزن 100-156 جم (3.5-5.5 أوقية). يمكن التعرف عليها من خلال لونها البني، والرقعة المخططة بالأبيض والأسود على جانب عنقها. الذيل بارز عندما يطير الطائر من نقطة مراقبة ما؛ وعلى شكل إسفين، مع نقطة غامقة وحدود وأطراف بيضاء. عند النظر إليه من الأسفل، فإن هذا النمط، بسبب الأغطية البيضاء السفلية التي تحجب القواعد الداكنة، تلاحظ كعظم سبعاني أسود على أرضية بيضاء. يمكن ملاحظة ذلك عندما يتوقف الطائر للشرب ويرفع ذيله.
الطائر الناضج له الرأس والرقبة والجوانب الزرقاء الرمادية والأجنحة القرفة مرقطة بالأسود. الصدر خشن والبطن وتحت أغطية الذيل بيضاء. منقاره أسود والساقين وحواف العين حمراء. البقع السوداء والبيضاء على جانب الرقبة غير موجود في الطيور اليافعة التي تميز بلونها الأشقر والباهت وإمتلاكها أرجل بنية أيضًا.

## التوزيع
تعتبر القمري من الأنواع المهاجرة غرباً من المنطقة القطبية الشمالية القديمة مغطية معظم أوروبا والشرق الأوسط، بما في ذلك تركيا وشمال إفريقيا على الرغم من أنها نادرة في شمال الدول الاسكندنافية وروسيا. في الشتاء تتواجد في جنوب الصحراء. من النادر تواجد هذه المهاجرة حديثا ما في شمال أوروبا قبل نهاية أبريل / نيسان، وتعود إلى الجنوب مرة أخرى في سبتمبر / أيلول.
إنه طائر الغابات المفتوحة أكثر من الغابات الكثيفة، ويتغذى بشكل متكرر على الأرض. سوف تنشئ أعشاشا في بعض الأحيان في الحدائق الكبيرة، ولكنها عادة ما تكون خجولة للغاية. ويرجح هذا إلى التزايد في الصيد الثقيل الذي تواجهه أثناء هجرتها. غالبًا ما توصف الرحلة بالسهم، لكنها ليست سريعة بشكل ملحوظ.
رحلات التزاوج عالية ودائرية، مثل رحلة حمام ورشان مألوف، لكن تموجاتها أقل وضوحا؛ يرافقه سوط الأجنحة المنحدرة. يبشر بوصوله في الربيع بهديل مميز.

## الحالة
تتناقص أعداد القمري بسرعة في جميع أنحاء أوروبا، وهذا النوع له حالة حمراء في قائمة الحفظ العالمية. في المملكة المتحدة، انخفضت أعدادها بنسبة 93٪ منذ عام 1994 وانخفضت الأرقام عبر أوروبا بنسبة 78٪ 1980-2013.
قالت الجماعات المدافعة عن البيئة إن تراجعها في أوروبا يرجع جزئياً إلى أن الممارسات الزراعية المتغيرة. إن بذور الأعشاب والبراعم التي تتغذى عليها، وخاصة التبخير، نادرة، ويعود ذلك جزئيًا إلى إطلاق النار على الطيور في دول البحر الأبيض المتوسط. وفقًا لدراسة أجرتها المفوضية الأوروبية في عام 2001، يتم إطلاق النار على ما بين مليوني وأربعة ملايين طائر سنويًا في مالطا وقبرص وفرنسا وإيطاليا وإسبانيا واليونان. وصف أنصار البيئة صيد الربيع في مالطا بأنه إشكالي بشكل خاص حيث أنها الدولة الوحيدة التي لديها استثناء من الاتحاد الأوروبي لإطلاق النار على الطيور خلال هجرتها الربيعية إلى مناطق التكاثر.
وفقًا لدراسة أجرتها المفوضية الأوروبية عام 2007، هناك أربعة تهديدات محتملة يمكن التعرف عليها حاليًا على القمري هي:
(1) فقدان / تعديل المواطن (متوسط إلى منخفض التأثير)
(2) حالات الجفاف وتغير المناخ (في الغالب غير معروف ولكن من المحتمل أن يكون تأثيره منخفضًا)
(3) الصيد (غير معروف جزئيًا ولكن التأثير متوسط بشكل عام)
(4) التنافس مع اليمامة المطوقة الأوراسية (تأثير غير معروف).
وقد أبرزت الرابطة البريطانية لعلم الطيور أيضًا طفيلي التريكومونوس باعتباره تهديدًا للحمامة السلحفانية.

## التراث
وبحسب إيليان، كان القمري مقدس لديميتر.
في الأساطير الرومانية، كان القمري إحدى شعارات فيدس (الإله).
ربما بسبب المراجع التوراتية (خاصة الآية 2:12 من ترانيم الترانيم)، وصوتها الحزين، وحقيقة أنها تشكل روابط زوجية قوية، أصبحت الحمامات السلحفانية الأوروبية رمز الحب المخلص. في العهد الجديد، ذُكر القمري كبيداين هابين خلال تقديم المسيح في الهيكل. في عصر النهضة في أوروبا، تم تصور القمري الأوروبية كشريك مخلص لطائر الفينيق. قصيدة روبرت تشيستر شهيد الحب هو استكشاف مستدام لهذه الرمزية. تم نشره مع قصائد أخرى حول هذا الموضوع، بما في ذلك قصيدة وليام شكسبير «الفينيق والسلحفاة» (حيث تشير «السلحفاة» إلى القمري).
ظهرت القمري في عدد من الأغاني الشعبية عن الحب والخسارة، بما في ذلك ""The Twelve Days of Christmas". أحدها كانت من إعداد ريف فون ويليامز.
كما ظهر القمري في أغنية "The Twelve Days of Christmas"، هدية «حبي الحقيقي الذي أعطاني إياها» في اليوم الثاني من عيد الميلاد. إذا تمت إضافتها بشكل تراكمي، في نهاية الأغنية، ستحصل على 22.
تظهر حمامات السلحفاة في عنوان وكلمات روحية من جزر بحر جورجيا.
في ترنيمة شاكر «في وادي يندر»، يُنظر إليها على أنها نذير حسن وعلامة على النمو بحيث «أن السلحفاة في أرضنا»